# Silo (Asturien)

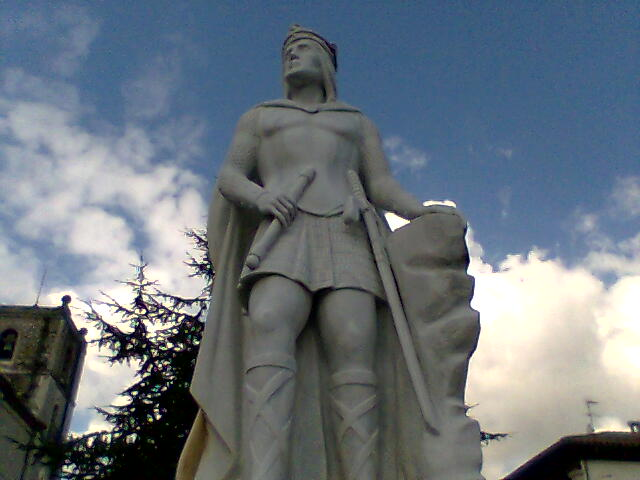
Silo

Silo († 783) war von 774 bis 783 König von Asturien.
Silo war mit Adosinda verheiratet, einer Tochter des Königs Alfons I. Diesem Umstand verdankte er, dass er nach dem Tod des Königs Aurelio an die Macht kam. Sein Vater ist unbekannt. Wie sein Vorgänger hielt er mit den Arabern Frieden, und zwar, wie die Chronik von Albelda vermerkt, „um seiner Mutter willen“, die offenbar aus dem muslimischen Gebiet stammte. Spekulationen, wonach der Frieden eine Unterwerfung Silos unter die Oberherrschaft des Emirs Abd ar-Rahman I. bedeutete, entbehren einer Grundlage in den Quellen und sind zur Erklärung des Friedens nicht erforderlich.
Silo verlegte die Hauptstadt Asturiens von Cangas de Onís nach Pravia. Er warf einen Aufstand in Galicien nieder. Silo starb kinderlos. Nach seinem Tod versuchte seine Witwe vergeblich, ihren Neffen, den späteren König Alfons II., auf den Thron zu setzen. Im November 785 trat sie in Pravia in ein Kloster ein, das Silo gegründet hatte.